# ハビエル・スビリ
ハビエル・スビリ・アパラテギ（スペイン語: Xavier Zubiri Apalategi、1898年12月4日 - 1983年9月21日）は、スペイン・ギプスコア県サン・セバスティアン出身の哲学者。

## 経歴
ミゲル・デ・ウナムーノと同じくバスク地方出身であり、1989年にギプスコア県サン・セバスティアンに生まれた。ホセ・オルテガ・イ・ガセット、フリアン・マリアス、ペドロ・ライン・エントラルゴなどと同じくマドリード・コンプルテンセ大学出身（マドリード学派）である。スビリの哲学は「物質主義的で開放的なリアリズム」や「現代科学に完全に適合した言語で古典的形而上学の再構成を試みた」とされている。これはスビリの教育的背景に起因している。スビリはマドリードとローマで哲学や神学を学び、ベルギー・ルーヴェンの大学院で深く哲学を学んで現象学についての論文を執筆した。
マドリード・コンプルテンセ大学の教授だった1929年にはドイツのアルベルト・ルートヴィヒ大学フライブルクに赴き、エトムント・フッサールやマルティン・ハイデッガーとともに学んだ。1930年にはベルリンに移り、物理学・文献学・生物学を学んだ。ベルリンではHarnack Houseに招待され、ヴァイマル共和政において学術活動を展開していた偉大な人物たちと交流した。アルバート・アインシュタイン（1923年にすでにマドリード・コンプルテンセ大学で会っていた）、マックス・プランク、ヴェルナー・イェーガー、アーウィン・シュレーディンガーなどである。

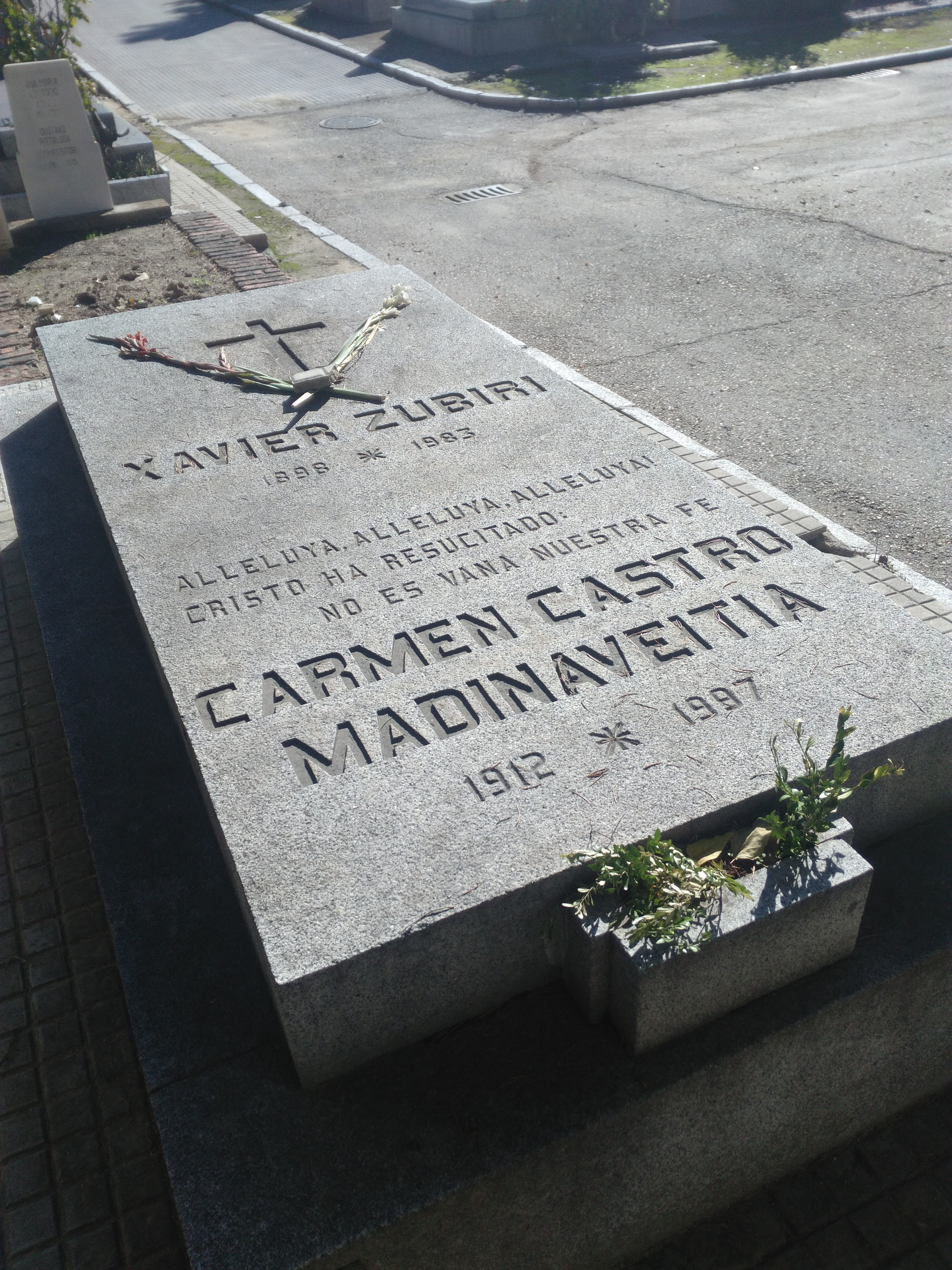
マドリード市民墓地にあるスビリの墓石

1936年にスペインでスペイン内戦が勃発すると、スビリはフランス・パリに引っ越した。ルイ・ド・ブロイ、フレデリック・ジョリオ、イレーヌ・キュリー、エリー・ジョセフ・カルタン、エミール・ベンヴェニステなどの講座に参加して知的探究活動を継続し、1939年にフランスがドイツに宣戦布告する直前にスペインに帰国した。1942年にはスペインにおける学術的立場から正式に退いたため、スビリの哲学はスペインやラテンアメリカ諸国以外ではほとんど知られていない。スビリのこの決断には、フランコ体制下のスペインにおいては学問的自由がなかったことが関係している。
ただし家族や友人の支援があったことから、スビリは学術的な仕事を継続することができた、スペイン第二共和政下のスペインにおいて、スビリはホセ・ベンガミンが編集長を務める『クルス・イ・ラジャ』誌やオルテガ・イ・ガセットが編集長を務める『レビスタ・デ・オクシデンテ』誌などに寄稿した。しかしマドリード・コンプルテンセ大学の教授職を退いた後、権威ある査読雑誌にスビリの文章が掲載されることはほとんどなかった。1946年10月2日にはアメリカ合衆国のプリンストン大学を訪れ、フランス語で「The real and mathematics- A philosophical problem」という題名の講義を行ったことが記録されている。
スビリは民主化後の1983年9月21日に死去し、マドリードのマドリード市民墓地に埋葬された。

## 評価
スビリは一連の著作群や研究論文を発表しており、当初はスペインの学術界に受けれられなかったが、これはスペインがフランコ体制下であったことによって説明される。しかし、スビリはイグナシオ・エリャクリアなどの哲学者と知り合ったことで、スビリの作品はラテンアメリカで広く知られるようになり、ラテンアメリカではその思想がさらに発展することとなった。スビリの生涯と哲学の重要性については、近年になってスペインの学術界に認識され始めた。
スペインの学術界では孤立していたものの、他国ではスビリの思想が認知されている。スビリの作品のいくつか、『On Essence』、『Sentient Intelligence』、『The Dynamic Structure of Reality』、『The Fundamental problems of Western Metaphysics』などは英語に翻訳されている。1979年、スビリは『Nature, History, God』（1954年）と『On Essence』（1962年）の著作によってドイツ政府からドイツ連邦共和国功労勲章を授与された。スビリの作品はフランス語、ドイツ語、イタリア語、ポルトガル語に翻訳されている。